# Tatort: Zorn Gottes
Zorn Gottes ist ein Fernsehfilm aus der Krimireihe Tatort, der für den Norddeutschen Rundfunk unter der Regie von Özgür Yildirim produziert wurde und am 20. März 2016 seine Erstausstrahlung hatte. Es ist die 980. Folge der Reihe und der siebte Fall von Kriminalhauptkommissar Thorsten Falke. Er versucht zusammen mit seiner neuen Kollegin, Polizeioberkommissarin Julia Grosz, einen Todesfall am Flughafen Hannover-Langenhagen aufzuklären.

## Handlung
Auf dem Flughafen Hannover-Langenhagen wird ein jordanischer Passagier mit einem auffälligen roten Schal von einem Flughafenangestellten zu einem Geheimgang gelockt, da er annimmt, es handelt sich um den Mann, den er im Auftrag eines Schleuserrings an der Flughafenkontrolle vorbeibringen soll. Als sich Aziz Berhan über diese ungewöhnliche Behandlung beschwert und die Polizei rufen will, wird er von dem Flughafenangestellten nieder geschlagen und mit einem Hammer endgültig zum Schweigen gebracht.
Nachdem der Leichnam unbemerkt im Fahrwerk eines Passagierflugzeuges versteckt wurde, kurz nach dem Start vom Himmel fiel und in einem privaten Swimmingpool landete, wird Bundespolizist Thorsten Falke eingeschaltet, um diesen seltsamen Fall zu lösen. Falke hatte bereits mit der Flughafenleitung im Rahmen einer Antiterrorübung Bekanntschaft gemacht. Von dort wird ihm die junge und engagierte Polizistin Julia Grosz an die Seite gestellt, die mit den Abläufen auf dem Flughafen gut vertraut ist und Falke sehr gut unterstützen kann. Den Ermittlern wird nach der Analyse von Überwachungsbändern klar, dass der Mann einer Schleuserbande zum Opfer gefallen sein muss, die sich einen Geheimweg auf dem Flughafengelände „eingerichtet“ hat und der das Opfer durch die Verwechslung in die Quere gekommen war.
Der von den Schleusern eigentlich erwartete IS-Heimkehrer Enis Günday beschwert sich sehr impulsiv bei dem Flughafenangestellten und wird daraufhin von ihm mit einem Elektroschocker ruhig gestellt. Zusammen mit seiner Freundin Laura bringt er den betäubten Mann in ein Versteck und kontaktiert seinen Halbbruder und Kollegen Mike Kovac. Als „Rocky“ Kovac feststellt, dass sie einem IS-Heimkehrer ins Land helfen sollten, wird ihm die Gefahr, in der er sich befindet, allmählich bewusst.
Inzwischen findet auch Falke heraus, dass über den Flughafen Hannover-Langenhagen ein islamistischer Terrorist der so genannten „Brigade Braunschweig“ ins Land kommen sollte. Sie können auf Überwachungsbändern Enis Günday identifizieren und versuchen über seinen Vater und seine Schwester eine Spur zu ihm zu finden. Einen hilfreichen Hinweis erhalten sie dann von Mike Kovacs Freundin. Dieser führt zu einer alten Waldgaststätte, in der die Schleuser ihre „Kunden zwischenparken“, bis die eigentlichen Auftraggeber das Geld für ihre Dienstleistung gezahlt haben. Diese sind inzwischen ebenfalls auf der Suche nach Enis Günday und als Falke und Grosz in dem Waldgasthof eintreffen, finden sie Laura und die Kovac-Brüder brutal erschossen vor. Der Terrorist ist verschwunden.
Falke versucht nun krampfhaft herauszufinden, was Günday vorhaben könnte und wo er sich befindet. Ein abgehörtes Telefonat mit dem Vater des Attentäters weist auf einen Anschlag in einem Braunschweiger Krankenhaus hin. Falke mobilisiert daraufhin alle verfügbaren Einsatzkräfte zum Stadtklinikum Ost, wo Günday mit seinem Freund Hakim gerade dabei ist, mit automatischen Waffen das Klinikpersonal und Patienten zusammenzutreiben. Mit einer Body-Cam wollen sie das Blutbad live im Internet übertragen. Als Günday Skrupel bekommt und seine Waffe ablegt, um sich schließlich dem Kriminalhauptkommissar zu stellen, wird er von Hakim gerichtet, weil er sich seiner Auffassung nach den titelgebenden Zorn Gottes zugezogen habe und er dem Kampf mit den Ungläubigen den Rücken gekehrt hat. Als Hakim auf die Polizisten schießt, wird er von Grosz erschossen.
Kriminalhauptkommissar Falke bietet Julia Grosz an, zukünftig mit ihm zusammenzuarbeiten. Sie willigt ein und geht mit ihm zur Bundespolizei.

## Hintergrund
Der Film wurde vom 13. April 2015 bis zum 15. Mai 2015 in Hannover und am Flughafen Hannover-Langenhagen unter dem Arbeitstitel Himmelfahrt gedreht.
Die Premiere fand am 17. März 2016 im Astor Grand Cinema in Hannover statt.
Die Folge Zorn Gottes ist die erste Zusammenarbeit von Wotan Wilke Möhring mit der österreichischen Schauspielerin Franziska Weisz, die für Petra Schmidt-Schaller ins Ermittlerteam rückt. Möhring gab an, an der Entscheidung für die Besetzung nicht beteiligt gewesen zu sein. Er betonte, sie sei nicht ausschließlich für die Folge Zorn Gottes ausgelegt, „wir planen auf jeden Fall für länger“. Weiterhin gab er als Marschrichtung für die Neuausrichtung des norddeutschen Tatorts an, „das Private des Kommissars soll künftig keine viel größere Rolle spielen, aber ein bisschen mehr über sein Leben wollen wir schon erzählen und deshalb auch deutlicher den Hamburg-Bezug herstellen“. Über seinen Charakter Thorsten Falke ließ er verlautbaren, „außerdem soll er ein bisschen den Teil seiner zynischen Leichtigkeit zurückgewinnen, die er am Anfang hatte. Wir wollen Falke wieder witziger, flapsiger, leichter machen.“
Knapp drei Wochen vor der Erstausstrahlung der Folge verursachte eine Polizistin am Flughafen Köln/Bonn tatsächlich eine Räumung des Flughafens, weil sie einen Sicherheitsbereich betrat, ohne die erforderliche Kontrolle zu passieren.

## Soundtrack
Als Gündays Vater sich bei Hakim, dem besten Freund seines Sohnes Enis, nach dessen Aufenthaltsort erkundigt, tönt aus Hakims Kopfhörer der Musiktitel Jungle von Freeway. Beim nächtlichen Treffen im Wald zwischen Mike Kovac und Kuhn ist aus Mikes Autoradio der Titel O-o-h Child von The Five Stairsteps zu hören. Dieser Titel läuft beim Eintreffen mit dem Fahrzeug am verlassenen Waldgasthof noch immer.
Am 18. März 2016 wurde von Peppermint Jam/SPV unter Beteiligung von Mousse T., der zusammen mit Peter Hinderthür für die Musik der Episode verantwortlich zeichnete, ein Soundtrack veröffentlicht, der 19 Musiktitel mit einer Gesamtspieldauer von 72:39 Minuten enthält.
| Nr. | Titel                                               | Interpret               | Dauer |
| --- | --------------------------------------------------- | ----------------------- | ----- |
| 1   | Nearer To You                                       | Mousse T. & James Yuill | 2:52  |
| 2   | Waiting                                             | Finn Martin             | 3:52  |
| 3   | Is It Cos I’m Cool                                  | Slackwax                | 4:20  |
| 4   | Earphonehop                                         | Mousse T.               | 1:00  |
| 5   | Saturday (Mousse T’s Welcome To The Star Hotel Mix) | Cunnie Williams         | 7:50  |
| 6   | Brigade Verfolgung                                  | Peter Hinderthür        | 8:37  |
| 7   | Gefesselt                                           | Peter Hinderthür        | 1:59  |
| 8   | Drohung                                             | Peter Hinderthür        | 2:06  |
| 9   | Der Tunnel                                          | Peter Hinderthür        | 9:18  |
| 10  | Enis Anruf                                          | Peter Hinderthür        | 1:55  |
| 11  | Jutesack                                            | Peter Hinderthür        | 1:22  |
| 12  | Kuhn                                                | Peter Hinderthür        | 1:31  |
| 13  | Das is er                                           | Peter Hinderthür        | 1:44  |
| 14  | Autofahrt ohne Kopf                                 | Peter Hinderthür        | 7:02  |
| 15  | Bild der Hütte                                      | Peter Hinderthür        | 1:10  |
| 16  | Vadder anrufen                                      | Peter Hinderthür        | 1:50  |
| 17  | Wir gehen rein                                      | Peter Hinderthür        | 1:55  |
| 18  | Fahrt zu Gündals                                    | Peter Hinderthür        | 3:22  |
| 19  | Anschlag                                            | Peter Hinderthür        | 8:54  |

## Rezeption

### Kritik
Detlef Hartlap von der prisma sah eine Tatort-Folge, die thematisch diverse Bereiche streift: „Flughafen-Sicherheit, das Geschäft der Schleuser, eine islamistische »Brigade Braunschweig«, die den Deutschen Tod und Verderben ankündigt“. Doch „so recht überzeugen“ konnte Hartlaps Einschätzung zufolge „keines dieser Themen“, denn „die Problemzonen des Erdballs werden von Kroatien über Iran, Afghanistan, Ölquellen, Russen etc. in einem Schnellbeschimpfungsverfahren abgehandelt, als sei es die Aufgabe des Tatorts, perfekt zur nachfolgenden Talkshow überzuleiten“. Hartlap schließt, dass „der Film trotzdem recht sehenswert ist“ aufgrund „des Zusammenspiels von Franziska Weisz“ als „knochentrockene Polizistin von hoher Professionalität“ und Wotan Wilke Möhring als „Bulle mit entscheidenden Geistesblitzen“.
Petra Noppeney von den Westfälischen Nachrichten hält den Tatort für „drastisch, aber auch witzig“. Drehbuch und Regie gelang ein „Wahnsinns-Auftakt“, zugleich gab der „Drehbuch-Kniff“, Falke am Rande eines Realtest am Flughafen für die Ermittlungen verpflichten zu lassen, Anlass zum „Schmunzeln“. Falke und seine „neue schweigsame Partnerin“, die „klasse“ von Franziska Weisz gespielt wurde, boten „amüsante Momente“. „Manche Hintergründe blieben zwar vage“, dennoch ist es nach Noppeney ein „spannender Krimi“, der „stringent auf das erschreckende Finale im Krankenhaus hinaus“ läuft.

„Dieser ‚Tatort‘ zeigt, welch großes Potenzial der von Wotan Wilke Möhring gespielte Ermittler Thorsten Falke bereithält. Nachdem Möhrings Falke von Schweigers Tschiller aus Hamburg verdrängt worden war, machte er ja erstmal eine sehr unglückliche Figur. Doch mit seinem Wechsel zur überregional arbeitenden Bundespolizei ist Falke nun für Schleuserkriminalität und Flüchtlingselend zuständig, also die ganz großen Themen unserer Zeit, und der verantwortliche NDR gibt sich alle Mühe, dazu verschiedene Erzählstile auszuprobieren, die ebenfalls auf der Höhe der Zeit sind.“

„Sehr viele Menschen werden umgelegt, das große Thema Terrorismus wird in Erklärdialogen und auf Stammtischniveau aufbereitet. […] Es wirkt immer anmaßend, wenn versucht wird, einen komplexen Weltkonflikt ins Sonntagabend-Unterhaltungsformat zu pressen. In Stuttgart hat das vor ein paar Wochen auch schon nicht geklappt, aber da war die Auflösung nicht derart öffentlich-rechtlich entschärft wie in diesem Fall.“

„Wer Krimis mag, bei denen es weniger um Action à la Til Schweiger geht, dafür um eine gut erzählte und verstrickte Geschichte, die bis zum Schluss Spannung liefert, kommt hierbei auf seine Kosten.“

### Einschaltquoten
Die Erstausstrahlung von Zorn Gottes wurde in Deutschland von 8,55 Millionen Zuschauern gesehen und erreichte einen Marktanteil von 23,5 % für Das Erste. In der Gruppe der 14- bis 49-jährigen Zuschauer konnten 2,83 Millionen Zuschauer und ein Marktanteil von 21,3 % erreicht werden.
In Österreich wurden 590.000 Zuschauer erreicht und damit eine durchschnittliche Reichweite von 8 % sowie ein Marktanteil von 19 % erzielt.
In der Schweiz verfolgten 502.000 Zuschauer im Alter von über drei Jahren die Erstausstrahlung der Folge und bescherten ihr dadurch einen Marktanteil von 26,2 %. In der Gruppe der 15- bis 59-jährigen Zuschauer wurden 286.000 Zuschauer gezählt sowie ein Marktanteil von 25,1 % gemessen.